# Ingrid Klein
Ingrid Klein, geborene Klebl (* 1941), war Anfang der 1970er-Jahre erste weibliche Bundesvorsitzende der Katholischen Jungschar Österreichs und von 1987 bis 1999 Vorsitzende der Katholischen Frauenbewegung Österreichs.

## Leben und Wirken
Klein maturierte an einer Handelsakademie und studierte einige Semester an der Welthandel an der Universität Wien. Zunächst arbeitete sie von 1959 bis 1966 als Diözesansekretärin der Mädeljungschar, bevor sie von 1966 bis 1971 zur Zentralführerin gewählt wurde. Von 1971 bis 1973 als erste Frau Bundesvorsitzende der gesamten Katholischen Jungschar Österreichs. Weiters bekleidete sie in dieser Zeit ebenfalls als erste Frau vier Jahre lang das Amt des Vorsitzendes des Katholischen Jugendwerkes, wobei ihr in dieser Funktion damals auch die Leitung des Fährmannverlages und der Spielzeugoase oblag. 
Heirat und Gründung einer Familie unterbrachen die kirchliche Karriere, bis sie von Herta Pammer für die Leitung und Organisation des Bildungsarbeit im Bundesvorstand der Katholischen Frauenbewegung gewonnen werden konnte und bald darauf stellvertretende Vorsitzende wurde. 1984 war sie maßgeblich an der Österreichischen Pastoraltagung 1984 mit dem Thema „Frau, Partnerin in der Kirche“ beteiligt. Von 1987 bis 1999 war sie Vorsitzende der Katholischen Frauenbewegung Österreichs und 1989 war sie Vizepräsidentin des von Kardinal Hans Hermann Groër geleiteten Wiener Diözesanforums.
Auf Pfarrebene wirkte sie viele Jahre in leitender Funktion im Pfarrgemeinderat der Pfarre St. Othmar in Mödling.

## Auszeichnungen
- Komturkreuz des Silvesterordens (2009)